# Jimmy Rowles
Jimmy Rowles (* 19. August 1918 in Spokane, Washington; † 28. Mai 1996 in Los Angeles, Kalifornien) war ein US-amerikanischer Jazz-Pianist und Komponist.

## Leben und Wirken
Geboren als James George Hunter erhielt Rowles später den Namen seines Stiefvaters. Rowles studierte an der University of Washington in Seattle. 1940 ging er nach Los Angeles, wo er mit Slim Gaillard, Lester Young, Benny Goodman und Woody Herman arbeitete. Nach dem Militärdienst kehrte er zu Hermans Band (First Herd) und Goodman zurück und trat daneben mit Les Brown und Tommy Dorsey auf.
In den 1950er und 1960er Jahren arbeitete er überwiegend als Studiomusiker und wurde vor allem als Begleiter von Billie Holiday (wie bei deren Album Music for Torching) und Peggy Lee bekannt. 1973 übersiedelte er nach New York City, wo er u. a. Duette mit Stan Getz aufnahm. Nach seiner Zusammenarbeit mit Ella Fitzgerald (Tourneen 1981 bis 1983) kehrte er nach Kalifornien zurück, um vornehmlich in Nachtclubs aufzutreten.
Ursprünglich als Begleiter mit unerschöpflichem Repertoire bekannt, schätzten ihn Musiker wie Henry Mancini oder Tony Bennett auch wegen seiner voluminösen Klangfülle. Sein Song The Peacocks, der im Spielfilm Round Midnight verewigt wurde, wurde zu einem Jazzstandard. Wayne Shorter, dessen Balladenstil viele Ideen Rowles’ aufnahm, interpretierte seinen „502 Blues (Drinkin´ and Drivin´)“ auf seinem Blue Note-Album Adam’s Apple (1966). Stacy Rowles, seine Tochter, wurde als Flügelhornistin bekannt.

## Diskographische Hinweise
- Rare, But Well Done mit Art Mardigan, Red Mitchell, 1954
- Let's Get Acquainted with Jazz (For People Who Hate Jazz) mit Barney Kessel, Harold Land, Mel Lewis, Red Mitchell, Pete Candoli, Larry Bunker, 1958
- Weather in a Jazz Vane mit Barney Kessel, Harold Land, Mel Lewis, Red Mitchell, Pete Candoli, Larry Bunker, 1958
- Upper Classmen mit Larry Bunker, Pete Candoli, Barney Kessel, Harold Land, Mel Lewis, Red Mitchell, 1959
- Fiorello Uptown, Mary Sunshine Downtown, Soloalbum, 1960
- Kinda Groovy, Soloalbum, 1963
- Our Delight mit Max Bennett, Chuck Berghofer, Larry Bunker, Nick Martinis, 1968
- Some Other Spring mit Donald Bailey, Monty Budwig, 1972
- The Special Magic of Jimmy Rowles mit Rusty Gilder, 1974
- Jazz Is a Fleeting Moment, Soloalbum, 1974
- Grand Paws mit Billy Hart, Buster Williams, 1976
- Music's the Only Thing That's on My Mind mit George Mraz, 1976
- Heavy Love, Soloalbum, 1977
- We Could Make Such Beautiful Music Together mit George Mraz, Leroy Williams, 1978
- Isfahan, Soloalbum, 1978
- Shade and Right mit George Duvivier, Oliver Jackson, 1978
- Jimmy Rowles Trio on Tour [live] mit George Duvivier, Walter Perkins, 1978
- Tasty! mit Ray Brown, 1979
- Paws That Refresh mit Billy Hart, Buster Williams, 1980
- Plays Duke Ellington and Billy Strayhorn, Soloalbum, 1981
- The Peacocks mit Stan Getz, Michael Moore, Michael Hashim, Joey Baron, 1983
- I'm Glad There Is You: Jimmy Rowles, Vol. 2 mit Colin Bailey, Red Mitchell, Stacy Rowles, 1985
- With the Red Mitchell Trio mit Colin Bailey, Red Mitchell, Stacy Rowles, 1985
- Sometimes I'm Happy, Sometimes I'm Blue mit Donald Bailey, Ray Brown, Sweets Edison, Stacy Rowles, 1988
- Trio mit Red Mitchell, Donald Bailey, 1988
- Plus 2, Plus 3, Plus 4 mit Bill Berry, Larry Koonse, Ralph Penland, Eric Von Essen, 1988
- Lilac Time mit Eric Von Essen, 1994